# Ліцензія CDDL
CDDL (англ. Common Development and Distribution License — Загальна ліцензія на розробку та розповсюдження) — ліцензія, розроблена корпорацією Sun Microsystems і заснована на Mozilla Public License (MPL) версії 1.1.
Файли, ліцензовані під CDDL, можуть бути суміщені з файлами під іншими відкритими або пропрієтарними ліцензіями. CDDL не є повністю копілефт ліцензією. Вона дозволяє поєднувати відкритий і закритий код, захищений авторськими правами. Як і MPL, CDDL несумісна з ліцензією GPL. Це відбувається через те, що GPL вимагає видалення всіх ліцензій та застосування GPL замість них, в той час як CDDL забороняє це. Прикладом несумісності є неможливість включення файлової системи ZFS, випущеною під CDDL , в ядро Linux, випущене під GPL. Для спільного використання в проєкті файлів під ліцензіями CDDL і GPL необхідно застосовувати подвійне ліцензування.
CDDL затверджена радою директорів Open Source Initiative (OSI) 14 січня 2005 року. Вона вважається однією з дев'яти найпопулярніших відкритих ліцензій.
Попередня ліцензія, яка використовується Sun для відкритих проєктів, була Sun Public License (SPL), також похідна від Mozilla Public License. Тому CDDL також називають SPL v2